# المزول، سافک
المزول (به انگلیسی: Elmswell) یک روستا و محله مدنی در بریتانیا است که در Mid Suffolk واقع شده‌است. المزول ۳٬۹۵۰ نفر جمعیت دارد.